# 鸡山乡

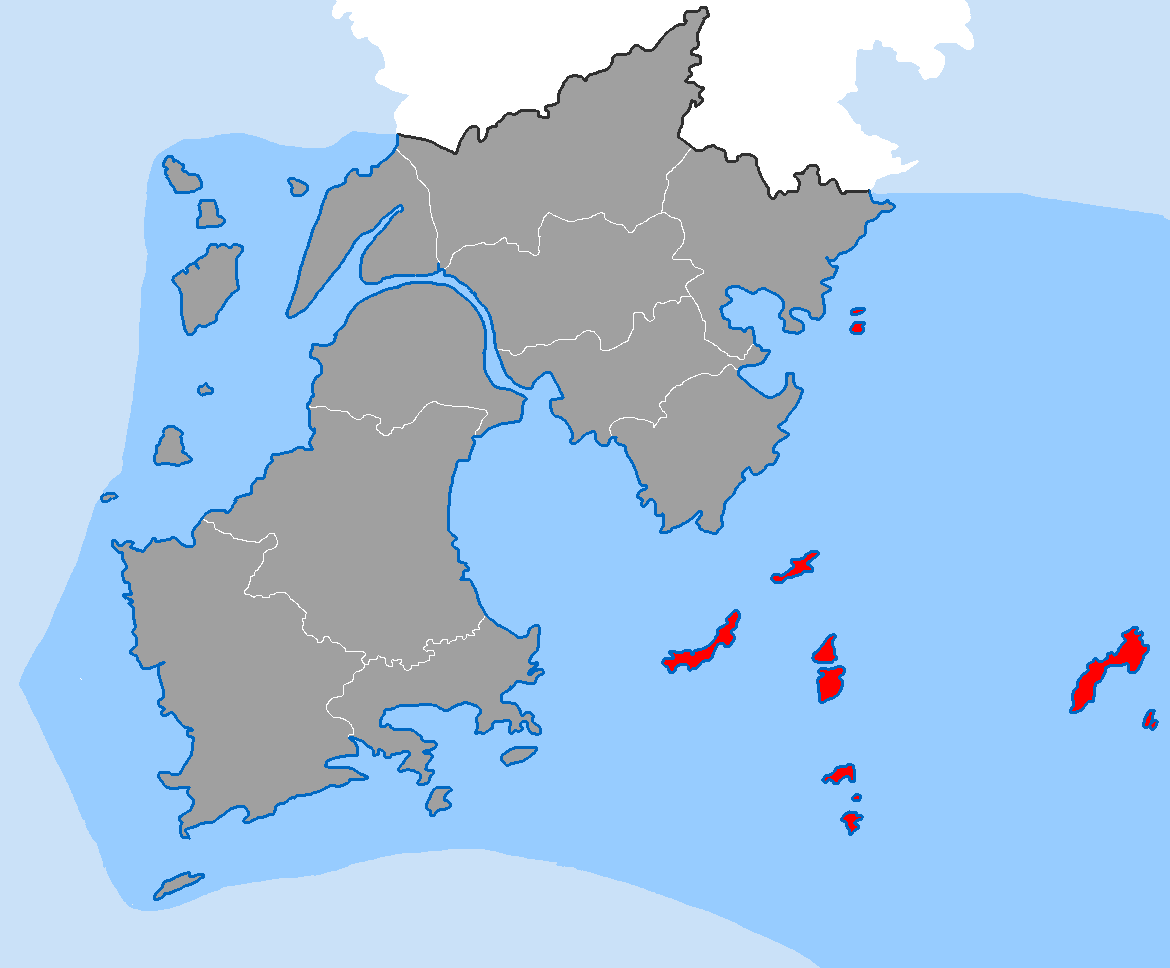
玉环市地图，图中红色区域为鸡山乡

鸡山乡，是中华人民共和国浙江省台州市玉环市下辖的一个乡。

## 沿革
鸡山乡在玉环市东南部海中，由鸡山、洋屿、披山、大鹿等20余个岛屿组成，东、南为大海，北与干江镇遥相对。因乡所驻于鸡山岛得名（原名鸡冠山、鸡脐山）。南宋建炎年间（1127年-1130年）境内小鹿岛上置有小鹿寨，元、明朝时设小鹿巡检司。清雍正年间，称鸡冠山、长屿，设有长屿汛。民国十八年（1929年），设鸡冠山村。民国二十三年（1934年），玉环县改制，成立鸡山乡，隶属于玉环县第三区。
1953年5月29日，中国人民解放军第20军60师政委汪大铭、参谋长王坤和海军温台巡防区主任兼巡防艇大队长陈雪光共同指挥，对鸡冠山与大鹿山发起进攻。之后公安17师50团3营和县公安大队两个连登上鸡山、洋屿；60师179团1营登录大鹿山，国军全军覆灭（53死、176被俘）。6月9日，解放军在大鹿岩洞俘虏江浙人民反共突击军24纵司令何卓权、副司令徐志祥等人。6月19日晚，胡宗南率领1,600余人强攻小鹿岛的解放军守军，解放军的三个排（50团2个排、60师1个排）与胡宗南部激战36小时，最终胡宗南部撤退。之后中共玉环县派颜志中等人在岛内从事党建工作，并成功建立村政权、组织渔民恢复出海捕鱼。1956年，重建鸡山乡。1958年，撤乡改属坎门公社。1961年，析设鸡山公社。1984年，复置乡。1987年3月17日，鸡山乡划出洋屿村另建新洋乡。1992年5月，撤销新洋乡（辖洋屿、前草屿、后草屿等）、披山乡（辖披山岛、小披山岛、大洞精岛、大北礁、上浪挡等），辖地并入鸡山乡。

## 经济与旅游
鸡山乡周围海域为披山渔场，盛产大黄鱼、小黄鱼、墨鱼和带鱼，但渔业资源在1980年后开始逐渐衰退。此外还有鱼粉厂、水产加工厂、工艺晶厂、编织品厂等。旅游业有鸡山岛旅游景区、大鹿岛海上森林公园等为旅游胜地，其中大鹿岛为国家级森林公园。有班轮通楚门、坎门。
在披山岛上仍存有民国时期及中华人民共和国成立初建造的碉堡、战壕和营房等军事建筑及设施，并较为密集。但大多碉堡在国军撤离到台湾时被炸毁，现保存较好的有小沙头碉堡、披山碉堡、披山老营房碉堡等。

## 行政区划
鸡山乡人民政府驻地鸡北村，在城关镇东南14公里、鸡山岛东北部。鸡山乡下辖六个村委会，有17自然村。以下村级行政区划单位：
鸡南村、鸡北村、洋屿村、火车村、披山村和后岙村。
其辖区内的岛屿有：鸡山岛、园屿岛、大鹿山岛、前山岛、冬瓜屿、老鹰屿、半边屿、披山岛、小披山岛、大洞精岛、大北礁、上浪挡、洋屿、前草屿、后草屿等。